# Kimi ga Aruji de Shitsuji ga Ore de
Kimi ga Aruji de Shitsuji ga Ore de (君が主で執事が俺で "Tú eres el amo y yo soy el sirviente"?), a menudo abreviado "Kimiaru" (きみ ある?), y también conocido como They Are My Noble Masters, es una novela visual japonesa de Eroge desarrollada por Minato Soft y publicada el 25 de mayo de 2007 para PC en formato DVD. Una versión de PlayStation 2 con contenido para adultos fue lanzado bajo el título de Kimi ga Aruji de Shitsuji ga Ore de: Nikki Otsukae el 27 de marzo de 2008. Dos versiones de la novela se han escrito por separado, la primera de Haruka Fuse, y la segunda por Fūichirō Noyama. Una versión en manga comenzó su serialización en la revista Comp Ace de Kadokawa Shoten el 26 de octubre de 2007, escrito por Hamao Ko, e ilustrado por Sanbo Shironeko. Una adaptación al anime comenzó a transmitirse en Japón el 6 de enero de 2008 en la TV Kanagawa. Un conjunto de tres CD drama se han producido, junto con un CD de radioteatro.

## Argumento
Debido a problemas familiares, Ren Uesugi y su hermana, Mihato, salen de su hogar. Acaban de mudarse a la ciudad pero se encuentran con falta de dinero. De alguna manera son capaces de encontrar trabajo en la mansión de la familia Kuonji, siendo empleados en el servicio a las tres hermanas de la familia Kuonji: Shinra, Miyu y Yume. Siendo un sirviente, Ren también se asocia con funcionarios adicionales de la mansión y los amigos de las hermanas Kuonji.

## Personajes
Ren Uesugi (上杉 錬?)
Contratado por la familia Kuonji después de huir de su casa con su hermana. Conocido por su terquedad y la falta de voluntad para admitir la derrota, también tiene un complejo de hermano mayor hacia Mihato. Su padre solía golpearle durante su infancia. Actualmente es mayordomo personal de Shinra, que le encanta burlarse de él por su personalidad honesta y directa. Parece que él tiene sentimientos por Shinra Kuonji. El anime termina donde todavía tiene que designarse a sí mismo como mayordomo personal a una de las tres hermanas. Ren es llamado Ren-chan por su hermana, que él llama Hato-nee.
Seiyū: Tomokazu Seki (関 智一?)
Shinra Kuonji (久遠寺 森羅?)
Hermana mayor de los hermanos Kuonji; ella tiene la costumbre de molestar a la gente que le gusta y una afición por las cosas hermosas (en especial su hermana menor, Miyu). En público ella trabaja como una famosa conductora de orquesta. A ella le encanta divertirse con la gente linda que encuentra, sobre todo Ren (de quien por burla, hace alusión a la perspectiva de actividad sexual, sólo para cambiar tímidamente lejos de ese curso de acción en el último segundo) y Miyu (a quien regularmente molesta, o al menos eso se supone; ). Su animal preferido es el oso panda, porque ella encuentra que como son blancos y negros, son "lindos". Hacia el final de la serie, después de terminar su actuación, ella le da un beso a Ren como una "recompensa", dando a entender sus sentimientos hacia él.
Seiyū: Shizuka Itō (伊藤静?)
Benis (朱子?)
Benis es la criada de los Kuonji a la cabeza y personal auxiliar de Shinra. Ella es conocida por tener un temperamento violento. Su nombre tenía un sonido fonético similar al de "pene", cuando lo dice en japonés. Los hermanos Uesugi siempre se burlan de ella. Benis creció en un área pobre de una ciudad europea no identificada, y trabajaba en un restaurante familiar. Mientras que aprendía a cocinar, aprende a luchar. Después de que el restaurante es cerrado, es recogida de las calles por el coronel, quien quedó impresionado por su habilidad en la cocina, por lo que la llevó a trabajar en la casa Kuonji. Ella valora las alabanzas de Shinra y la atención por encima de todo, porque siente que Shinra le da una razón para vivir. Ella inicialmente tiene enfrentamientos con Ren, que se refiere a ella como Benisu (ベニ公?) con el fin de evitar que se rían de su nombre. Sin embargo, después que los dos son secuestrados y Ren trata por todos los medios de protegerla, ella comienza a verlo con otros ojos.
Seiyū: Hyo-sei (氷青?)
Miyu Kuonji (久远寺未有?)
La segunda de las hermanas Kuonji y referida como "loli" por su hermana mayor, debido a que es pequeña y mantiene una apariencia infantil. Ella constantemente protesta en contra de ser tratada como una niña, pero siempre termina por ceder cuando la tratan bien con pequeñas cosas (caramelos, regalos, juegos, abrazos, etc.). Irónicamente, parece que Miyu es una Shotacon aunque también parece atraída por Ren . Además es la más inteligente de las hermanas, considerando que ya tiene educación universitaria. Miyu dice tener un IQ de 240. Ella sufre constantemente las burlas de su hermana mayor, Shinra. Creó a De Niro, un robot en forma de huevo. A pesar de su tamaño y figura, ella tiene en realidad unos veinte años. Gana millones por la venta de sus invenciones patentadas, por lo que tiene un montón de tiempo libre para el ocio. Miyu fue la primera de las hermanas Kuonji con quien Ren se reúne cuando ella se desmaya en la calle.
Seiyū: Yūko Gotō (後藤 邑子?)
Mihato Uesugi (上杉 美鳩?)
La medio hermana mayor de Ren, que huyó con él. Se dice que oculta objetos en 49 lugares diferentes en su cuerpo, y ha admitido que tiene un "complejo de hermano". Después de que ella y Ren se convirtieran en parte del personal de servicio, ha dado muestra de que se siente sola sin él. Ella trabaja como criada principal de Miyu. A veces se pone celosa de que Ren no le de atención, que trata de pensar en maneras de matar a la persona que acapara su atención, pero por lo general se detiene antes de que suceda algo. Se involucra en situaciones que, a pesar de ser morbosas, son cómicas. Ella necesita usar gafas. Es llamada Hato-nee por Ren, a quien ella llama Ren-chan.
Seiyū: Hitomi (ひと美?)
Yume Kuonji (久遠寺 夢?)
La más joven de las hermanas Kuonji, y probablemente la más estereotipada de ellas en cuanto a personalidad y problemas personales. Se refiere a sí misma con su propio nombre, y por lo general sus hermanas la pasan por alto. Ella también parece mostrar signos de celos hacia el cariño que tiene Shinra por Miyu. Sus hobbies son la reparación de antenas de radio, leer manga, escribir tontas historias imaginativas y recoger conchas. Sólo Natose y Ren le dan algo de atención. Su característica más notable es su pelo de color rosa chocante.
Seiyū: Shizuka Minamori (久遠寺 夢?)
Natose (南斗星?)
Cuidador personal de Yume y también la jefa de seguridad de la mansión Kuonji, conocida por su pelo azul, su parche en el ojo, y su amor a la comida. En batalla adopta la posición de Muay Thai. Si es algo que tenga que ver con comida, ella demuestra habilidades superhumanas. De todos los personajes, ella es la única que no sobreprotege a Yume. De acuerdo a Ren, ella siempre amó a su hermano menor por eso Ren le llama "hermana mayor". Su nombre significa "Estrella Sureña". Ella creció en una isla con su hermano y hermana menor, pero debido a un tsunami, pierde a su familia y su ojo derecho. Es una persona inteligente, demuestra una abundante energía, (y la dibujan como un perro, con amor a la carne, ella protege a su dueño a todo costo, increíblemente leal, pero relativamente fácil de engañar o distraer, etc.). Al final de la serie es la única vez que Ren camina hacia ella cuando se está bañando, a lo que ella se disculpa por su "exposición indecente", su disculpa termina en un torrencial de agua que manda a Ren a volar.
Seiyū: Yū Asakawa ({{{2}}}?)
Coronel (大佐 Taisa?)
El mayordomo principal, que estaba en las fuerzas especiales, y cuyo nombre real es Taijiri Yasushi. Se cree el hombre más guapo. En el anime él frecuentemente llega a parodiar otras series, sobre todo Mobile Fighter G Gundam, como parte de bromas referentes al hecho de que la voz de su actor y la de Ren estuvieron en la mayor parte de esa serie. Hay algunas variantes que apuntan a que tiene tendencias homosexuales, sin embargo, esto puede ser falso y usado como un artefacto para bromas de estilo yaoi. Él es muy duro con Ren empujándolo al límite en su entrenamiento, es un hombre honorable que realmente cree en Ren. Su cuerpo está lleno de cicatrices de cuando estaba en las Fuerzas Especiales aunque casi siempre están cubiertas por su uniforme.
Seiyū: Yōsuke Akimoto ({{{2}}}?)
De Niro (デニーロ?)
Invención de Miyu. Un robot con forma de huevo y con una boca, con una avanzada inteligencia artificial que le da pensamientos, libertad, además de una gran actitud. Le gusta molestar otros aparatos electrónicos. Ama cantar karaoke, sin embargo, su voz está designada para causar daño cerebral a las personas. Además utiliza otras armas mientras avanza la serie, como un taladro y un sistema de cohetes, sin embargo, no está claro de lo que es capaz.
Seiyū: Kazuya Tatekabe ({{{2}}}?)
Chiharu Kiyohara (清原 千春?)
Aunque es hombre, Chiharu parece y habla como una mujer. Está encargado de la limpieza de la mansión. Debido a su poca importancia en la serie, es usualmente olvidado por los otros. Él se enamora de Benis (lo cual Ren, Yume y Natose no pueden creer) ya que a él solo le importa él mismo, aunque dura poco ya que ella le dice que le gusta Ren.
Seiyū: Yū Amamiya ({{{2}}}?)
Ageha Kuki (九鬼 揚羽?)
Una niña rica compañera de clases de Yume. Ella tiene un mayordomo llamado Kojūrō al cual siempre está regañando. Se enamora de Ren después de ver su personalidad honesta, trabajadora. Es la primera persona que besa a Ren. La cicatriz con forma de cruz en su frente es explicada en el juego de PlayStation 2  (de acuerdo al Coronel). Le encanta el té. En el anime, Ageha recompensa a las personas dándoles comida.
Seiyū: Rie Tanaka ({{{2}}}?)
Kojuurou Takeda (武田 小十郎 Takeda Kojūrō?)
Mayordomo de Ageha. Aunque siempre está siendo regañado por ella, a él no le importa; de hecho, él disfruta que lo traten de esa forma. Aunque es fuerte y trabajador, tiende a ser bruto.
Seiyū: Nobuyuki Hiyama ({{{2}}}?)
Keiko Inamura (稲村 圭子?)
Otro compañero de clase de Yume. Conocido por "Kei".
Seiyū: Natsuko Tauchi ({{{2}}}?)
Anastasia Mistina (アナスタシア·ミスティーナ?)
Otra compañera de clase de Yume. Conocida por "Mi". Ella es extremadamente fan al sadomasoquismo.
Seiyū: Mahiro Chiaki ({{{2}}}?)
Isao Uesugi (上杉 巌?)
Padre de Ren y Mihato, era abusivo con Ren en su niñez. Se sabe que la madre de Ren muere en el parto de Ren, por eso él lo odia pero al mismo tiempo siente una obligación de cuidarlo en honor a su esposa.
Seiyū: Keiji Fujiwara ({{{2}}}?)
Michael Plushenko (ミハエル·プルシェンコ?)
Mentor de Shinra.
Seiyū: Keiji Fujiwara ({{{2}}}?)
Banshou Kuonji (久遠寺 万象?)
Padre de las hermanas Kuonji. Fue un gran filántropo cuando estaba vivo.
Nagomi Yashi (椰子 なごみ?)
Madre de las hermanas Kuonji.